# Dipeptidase membranaire
La dipeptidase membranaire, ou déshydropeptidase I, est une peptidase, abondante dans les reins, qui catalyse l'hydrolyse des dipeptides avec une faible sélectivité.
Cette enzyme est liée à la membrane plasmique des cellules. Elle est inhibée par la bestatine et la cilastatine.